# 초코파이

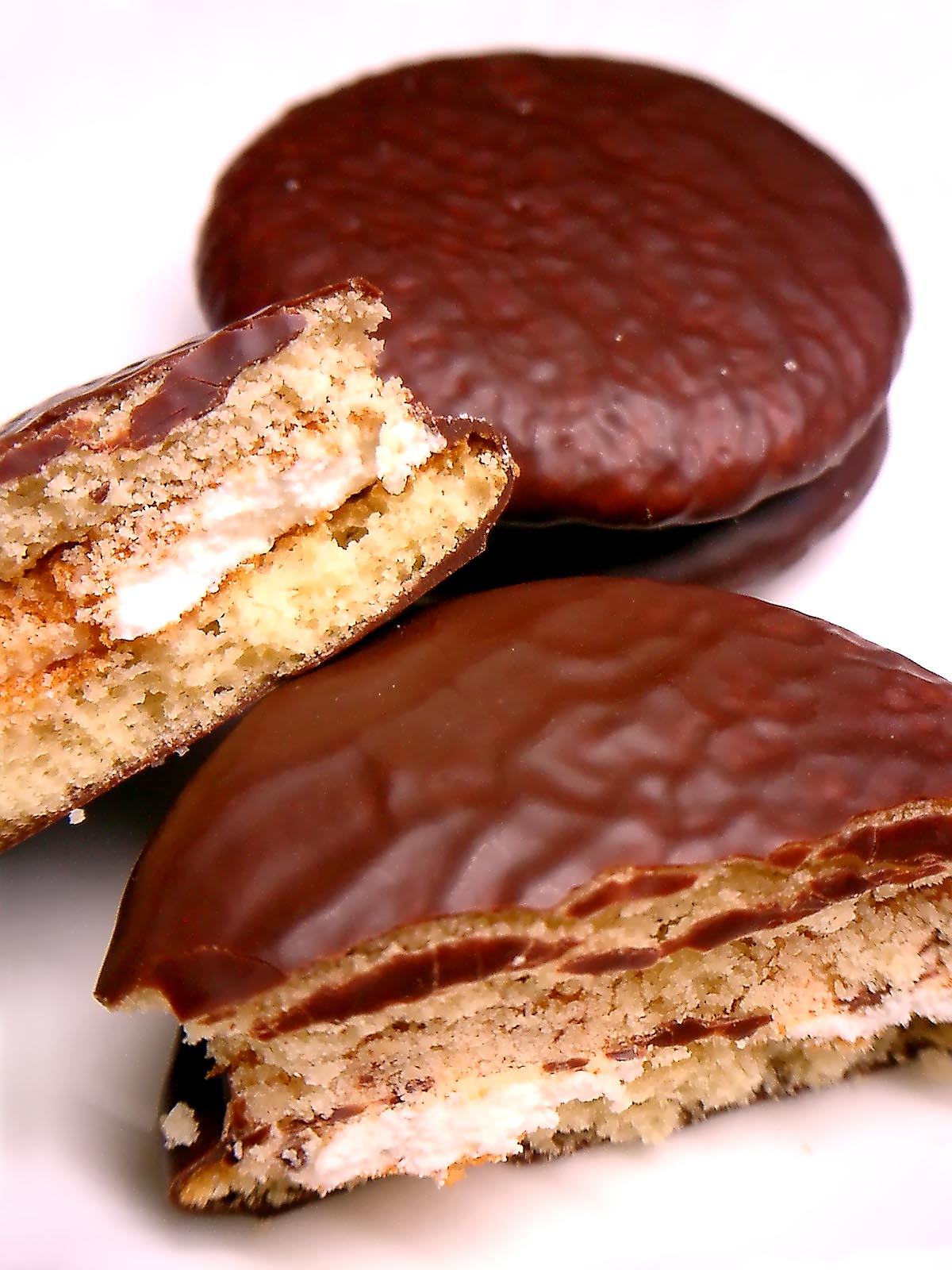
오리지널 초코파이의 모습.

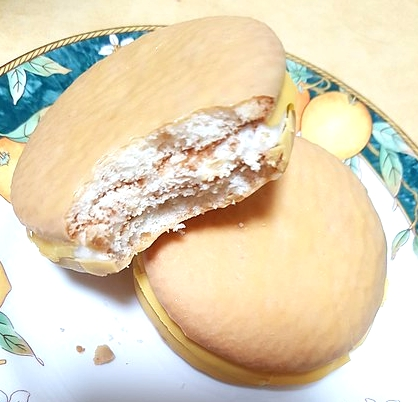
초코파이 바나나맛의 모습.

초코파이(영어: Choco Pie)는 두 개의 원형 비스킷을 마시멜로로 접착시킨 후, 그 표면에 초콜릿을 씌운 형식의 오리온의 과자이다.

## 역사
초코파이와 유사한 파이는 처음 1917년 미국에서 출시되었다 (문파이). 1958년 일본의 모리나가 제과에서 출시하였다. 1973년 대한민국에서 동양제과 (현재 오리온)의 김용찬 과자개발팀장 (1990년 퇴사)은 미국 조지아주 출장길에 들른 한 호텔 카페에서 초콜릿을 입힌 과자를 먹어 보고, 대한민국에 돌아와 이와 유사한 과자를 개발했다. 1년 여간 실험한 결과 딱딱한 비스킷이 마시멜로와 만나 촉촉해진 초코파이가 탄생했다.
1974년 4월에 동양제과에서 처음으로 초코파이가 출시되었다 (당시 가격은 50원). 이것이 큰 인기를 얻자, 1978년에는 롯데제과가, 1986년에는 해태제과가, 1989년에는 크라운제과가 각각 "초코파이"를 생산하였다. 동양제과는 롯데제과에 상표등록 취소를 요구하는 소송을 제기하였지만, 법원은 "초코파이라는 이름은 빵과자에 마시멜로를 넣고 초콜릿을 바른 과자류를 뜻하는 보통 명칭이다."면서 소송을 기각하였다. 이에 따라, 1995년 동양제과는 기존의 본사 초코파이를 "초코파이 정"(情)이라는 이름으로 변경하였고, 롯데제과의 자사 프리미엄 초코파이인 '몽쉘통통'의 경우, 마시멜로가 들어있지 않은 프리미엄 초코파이로 1991년 출시하였다.
문파이의 영향을 받은 과자는 초코파이 뿐만이 아니다. 영연방 국가들(영국, 호주, 캐나다)에서 판매되는 웨건 휠스(Wagon Wheels), 캐나다의 조 루이(Jos Louis), 미국의 스쿠터 파이(Scoopter Pie), 일본의 (Angel Pie), 그리고 (Whoopie Pie) 등이 초코파이와 유사하다. 초코파이와 문파이가 크게 다른 점은 비스킷 (혹은 파이의 빵)의 습도와 부드러운 정도의 차이가 크다는 점이다. 초코파이의 경우는 원조의 문파이보다도 부드러운 비스킷 반죽과, 초콜릿을 입힌 후에도 숙성 시간을 두고 (약 2~3일간) 보관함으로써 마시멜로의 습기가 비스킷으로 고르게 옮아가게 만듦으로서 비스킷의 질감이 빵과 유사한 질감이 된다. 하지만 이러한 특징은 캐나다의 조 루이나 일본의 엔젤 파이에서도 발견되는 것으로 특별히 독창적이라고 말하기는 어렵다.

## 인기

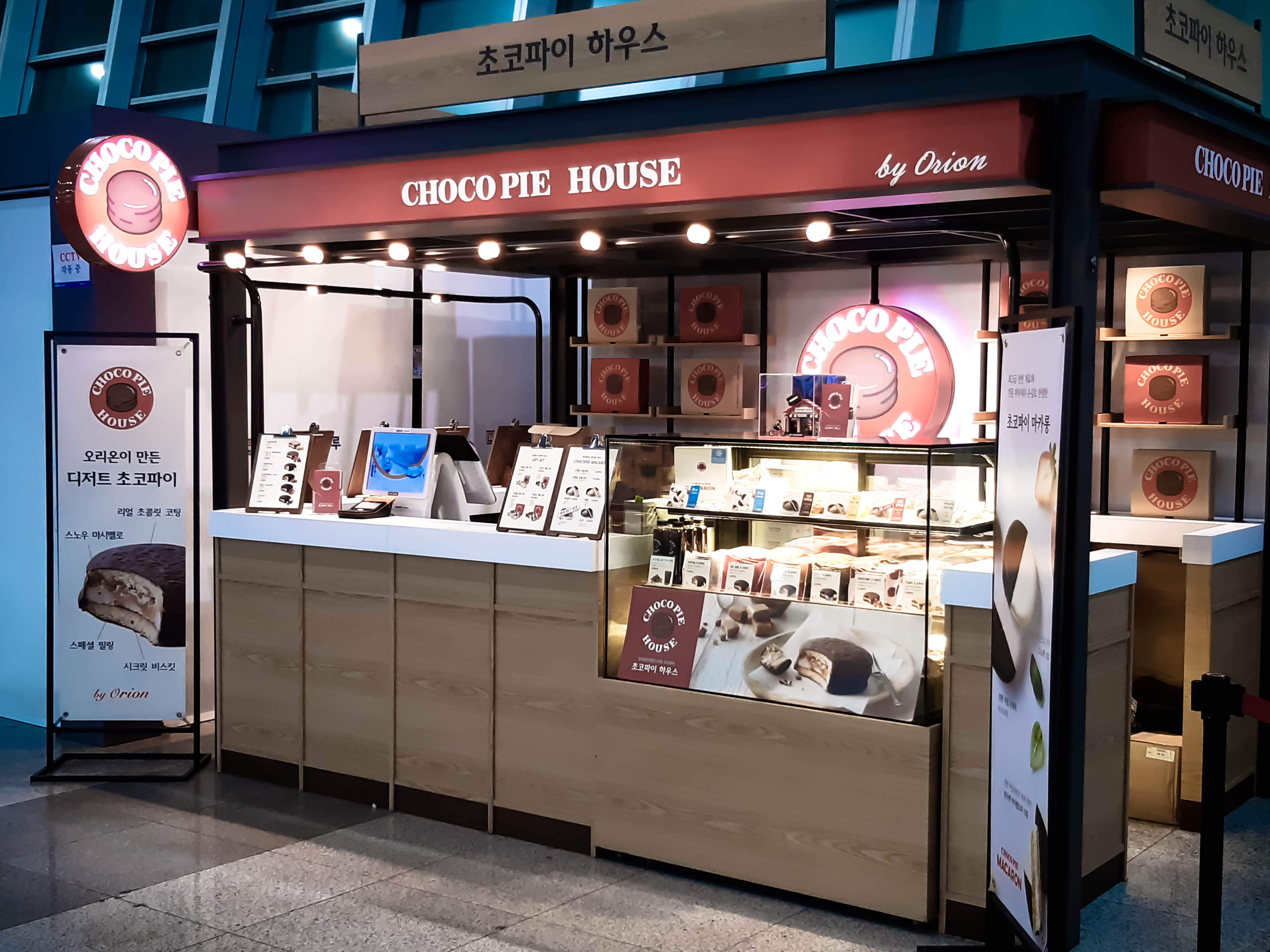
초코파이를 팔고 있는 초코파이 전문점(대전역)

중국, 베트남, 러시아 등에서 큰 인기를 끌고 있다.
러시아에서 2016년 6억 개가 팔린 초코파이는 ‘국민 파이’로 불린다.
북한에서는 개성공단에서 간식으로 사용되었으며, 야시장에서 10달러에 유통되고 있다.
출시 40주년인 2014년 전 세계에서 21억 개가 팔렸다.

## 같이 보기
- 몽쉘
- 오예스
- 초코파이 정
- 초코키스